# Hubert Pehamberger
Hubert Pehamberger (* 10. Juni 1951 in Wien) ist ein österreichischer Dermatologe und Spezialist für die Diagnose und Therapie von Hautkrebs.

## Leben und Wirken
Hubert Pehamberger wurde als Sohn des Diplomingenieurs Hubert Pehamberger und dessen Frau Ernestine geboren. Er absolviert ab 1969 sein Medizinstudium an der Universität Wien und wurde dort 1975 zum „Doktor der Gesamten Heilkunde“ promoviert. Von 1978 bis 1980 forschte er am Institut für Immunologie der Universität Wien und war anschließend bis 1981 Visiting Fellow an der Abteilung für Immunologie des National Cancer Institute in den USA.
Es folgte bis 1981 die Facharztausbildung in Dermatologie an der I. Universitäts-Hautklinik Wien, hier erhielt er sein Diplom als Facharzt für Haut- und Geschlechtskrankheiten. Im folgenden Jahr nahm er ein Sabbatical, das er an den National Institutes of Health verbrachte. Ab 1983 war Pehamberger als Oberarzt an der I. Universitäts-Hautklinik Wien tätig und Leiter der Arbeitsgruppe Melanom. Nach seiner Habilitation zum Thema  „Das maligne Melanom der Haut“. erhielt er 1985 die Lehrbefugnis für Dermatologie und Venerologie. 1991 wurde ihm der Berufstitel außerordentlicher Universitätsprofessor verliehen.
Pehamberger war ab 1995 gemeinsam mit Ernst Kubista und Christoph Zielinski Leiter des Ludwig Boltzmann Instituts für Klinisch Experimentelle Onkologie. 1997 erfolgte seine Berufung zum Universitätsprofessor für Dermatologie und Venerologie. Außerdem wirkte er 1998 als Visiting Professor an der Harvard Medical School, Massachusetts General Hospital in Boston.
Als Mitglied des Gründungskonvents der Medizinischen Universität Wien (MedUni Wien) hatte Pehamberger wesentlichen Anteil an der Entwicklung der medizinischen Fakultät zu einer eigenständigen Hochschule im Rahmen des Universitätsgesetzes von 2002. Pehamberger gehörte von 2004, dem Jahr der Gründung, bis zum Jahr 2016 dem Senat der Medizinischen Universität Wien an.  2004 wurde Pehamberger zum Leiter der Klinischen Abteilung für Allgemeine Dermatologie der Universitätsklinik für Dermatologie in Wien bestellt. 2008 wurde er Vorstand der Universitätsklinik für Dermatologie der Medizinischen Universität Wien. Er war außerdem stellvertretender ärztlicher Direktor des Allgemeinen Krankenhauses der Stadt Wien tätig.
Nach seiner Emeritierung im Jahr 2016 wirkte er bis 2019 als ärztlicher Leiter der Privatklinik Rudolfinerhaus. Seit 2018 ist er Mitglied des Obersten Sanitätsrates der Republik Österreich.
Pehamberger heiratete im Jahr 1988 die Fachärztin Christiane Pehamberger-Wolf, mit der er einen gemeinsamen Sohn hat.

## Wissenschaftliche Leistungen
Im Jahr 1988 entwickelte Pahemberger gemeinsam mit der österreichischen Ärztekammer die erste Melanom-Vorsorgekampagne, die jährlich unter dem Namen „Sonne ohne Reue“ gemeinsam mit der Österreichischen Krebshilfe durchgeführt wird.
Im Jahr 2019 wurde Pehamberger zum Ehrensenator der Medizinischen Universität Wien ernannt. Anlässlich der Ehrung betonte Rektor Markus Müller, dass Pehamberger wesentlich zur öffentlichen Wahrnehmung der Universität beigetragen und Anteil an deren internationalem Bekanntheitsgrad habe. Gemeinsam mit seiner Arbeitsgruppe an der Universitätsklinik entwickelte und etablierte Pehamberger die heutzutage weltweit eingesetzte Dermatoskopie.
Im Rahmen einer groß angelegten nationalen Studie mit über 300 Teilnehmern untersuchte Pehamberger im Jahr 1998 den Einfluss von Interferonen auf die Überlebenswahrscheinlichkeit von Tumorpatienten. Pehambergers Ergebnisse bestätigten die Ergebnisse einer US-Studie, die im selben Jahr im The Lancet erschienen war, und wurde in der Fachwelt positiv rezipiert.

## Publikationen (Auswahl)
Pehamberger ist Autor von 280 wissenschaftlichen Fachartikeln in wissenschaftlichen Journalen.
- mit K. Holubar, W. Knapp: Effect of BCG on monocyte-mediated antibody-dependent cellular cytotoxicity in stage I melanoma. In: Cancer, 1980, doi:10.1002/1097-0142(19800901)46:5<1135::aid-cncr2820460510>3.0.co;2-0
- mit W. Knapp: Effect of BCG on concanavalin A-induced suppressor cell activity and lymphocyte stimulation in stage I melanoma. In: Journal of Investigative Dermatology, 1981, doi:10.1111/1523-1747.ep12521219
- mit Michael Binder, Susanne Knollmeyer, Klaus Wolff: Immediate effects of a public education campaign on prognostic features of melanoma. In: Journal of the American Academy of Dermatology, 1993, doi:10.1016/S0190-9622(08)81812-9
- mit M. Binder, A. Steiner, K. Wolff: Early recognition and prognostic markers of melanoma. In: Melanoma Research, 1993,
- mit H.P. Soyer, A. Steiner, R. Kofler, M. Binder, P. Mischer et al.: Adjuvant interferon alfa-2a treatment in resected primary stage II cutaneous melanoma. Austrian Malignant Melanoma Cooperative Group. In: Journal of Clinical Oncology, 1998, doi:10.1200/JCO.1998.16.4.1425

## Mitgliedschaften (Auswahl)
- Österreichische Gesellschaft für Dermatologie und Venerologie (Präsident 2007/2008, permanentes Vorstandsmitglied bis 2016)
- Arbeitsgemeinschaft Melanom und dermatologische Onkologie der Österreichischen Gesellschaft für Dermatologie und Venerologie (Vorsitzender bis 2016)
- Österreichische Krebsgesellschaft – Österreichische Krebshilfe (Ausschussmitglied)
- Verein zur Förderung von Wissenschaft und Forschung in den neuen Universitätskliniken am Allgemeinen Krankenhaus der Stadt Wien (Präsident, Vizepräsident, Generalsekretär)
- Ärztliche Jury des Theodor Billroth-Preises (Mitglied 1990–1997)
- Mitglied des Wissenschaftlichen Beirats/Jury des Fonds der Stadt Wien für Innovative Interdisziplinäre Krebsforschung (1990–2007)
- Mitglied des Wissenschaftlichen Beirats von Academia Superior[12]
- Vorsitzender des Beratergremiums des Jubiläumsfonds der Österreichischen Nationalbank (bis 2016)
- European Association of Dermato-Oncology (EADO) (Präsident 2000–2010, Board Member)
- WHO Melanoma Programme
- Malignant Melanoma Group of the European Organization of Research on Treatment of Cancer (EORTC)
- Scientific Committee European School of Oncology
- European Society for Pigment Cell Research (ESPCR) (Council Member)
- International Society for Imaging of the Skin (Vice President 1993)
- Kommission zur Früherkennung und Prävention von Hautkrebs, Deutschland (Mitglied und Vertreter Österreichs)
- Society for Clinical Experimental Oncology (Vice President, Board Member)
- Österreichische Gesellschaft für Allergie und Immunologie
- Gesellschaft der Ärzte in Wien
- Deutsche Dermatologische Gesellschaft
- Arbeitsgemeinschaft Dermatologische Forschung (Deutschland)
- European Society for Dermatological Research
- Society for Investigative Dermatology (USA)
- American Academy of Dermatology
- European Society for Pigment Cell Research
- International Society for Skin Imaging
- American Society for Clinical Oncology (ASCO, USA)
- European Association of Dermato-Oncology
- Ehrenmitglied der Tschechischen, Serbischen, Französischen und Ungarischen Gesellschaft für Dermatologie
- KAV Bajuvaria Wien im ÖCV

## Ehrungen
- 2017: Großes Silbernes Ehrenzeichen für Verdienste um die Republik Österreich[2]
- 2017: Goldenes Ehrenzeichen der Ärztekammer für Wien
- 2019: Ehrensenator der Medizinischen Universität Wien[8]